# 鳥塚しげき&ホットケーキ
鳥塚しげき＆ホットケーキ（とりづかしげきとホットケーキ）は、日本のカントリーバンド。

## 概要
ワイルドワンズのメンバーであった鳥塚しげきがリーダーとして、1973年に結成。東京都内のライブハウスを中心に活動をし、後にRCAからレコードデビューした。当時は株式会社メガ・コーポレーションに所属。1974年には初のアルバム『不死鳥』をリリース。なお、これに収録されていた「三田小山町」は、2003年に北原照久のプロデュースで「とりづか＋こまつ」が再録音してCD化した。
アグネス・チャンが1976年にリリースした「恋のシーソー・ゲーム」はカントリー調の曲であったため、バックバンドとして鳥塚しげきを除いたホットケーキを起用、テレビにも出演した。その後、1977年までコンサートツアーにも同行し、『また逢う日まで』などのライブ盤には、演奏が収録されている。

## メンバー
- 鳥塚しげき（とりづか しげき） - ボーカル。1947年3月23日生まれ
- 藤田哲也（ふじた てつや） - ベーシスト。1956年2月20日生まれ
- 小松久（こまつ ひさし） - リードギター。1945年2月10日生まれ

前述のアグネス・チャンのライブアルバムにおけるメンバーは
- 川井康裕 - キーボード
- 西村洋明 - ギター。1957年生まれ
- 浅尾俊明 - スティール・ギター
- 藤田哲也 - ベース
- 政 哲也 - ドラムス
- 浅尾英司 - パーカッション

となっており、鳥塚、小松は参加していない。

## ディスコグラフィー

### シングル
- 1974年 「気まぐれな女の子」 c/w 「三年ぶりの電話」（RCA JRT-1389）
- 1975年 「孤独の世界」 c/w 「やっぱり勘ちがい」（RCA JRT-1414）

### アルバム
- 1974年 『不死鳥』（RCA JRS-8006）